# Xot d'Enggano
El xot d'Enggano (Otus enganensis) és una espècie d'ocell de la família dels estrígids (Strigidae). Habita els boscos d'Enggano, illa propera a la costa occidental de Sumatra. El seu estat de conservació es considera gairebé amenaçat.